# Furthermore: From the Studio, from the Stage
Furthermore: From the Studio, from the Stage è il quinto album in studio del gruppo musicale statunitense Jars of Clay, pubblicato nel 2003.

## Tracce

### Disco 1 (From the Studio)
1. Overjoyed - 3:40
2. Something Beautiful - 3:57
3. The Valley Song (Sing of Your Mercy) - 4:11
4. Liquid - 3:38
5. The Eleventh Hour - 4:09
6. Dig (Adam Again cover) - 3:14
7. Redemption - 3:10
8. Love Song for a Savior - 4:49
9. Frail - 4:15
10. Needful Hands - 2:47

### Disco 2 (From the Stage)
1. Disappear - 4:41
2. Like a Child - 4:43
3. Crazy Times - 3:56
4. I Need You - 3:35
5. The Eleventh Hour - 4:18
6. This Road - 4:29
7. Fly - 3:46
8. I'm Alright - 5:14
9. Revolution - 3:43
10. Flood - 3:59
11. Worlds Apart - 10:52